# Sri Menanti

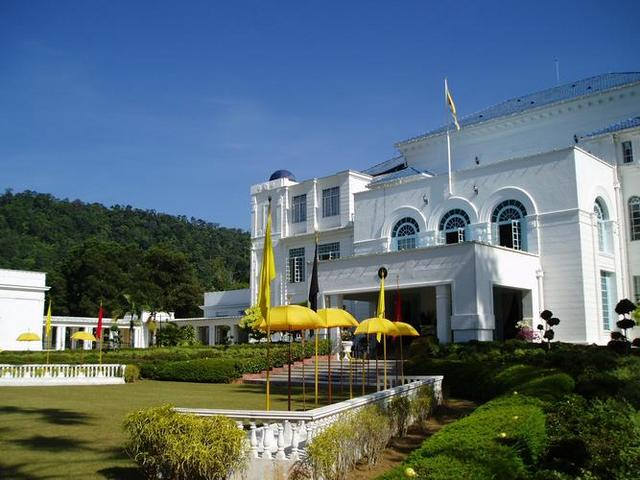
Palau Nou

Sri Menanti és una ciutat de Negeri Sembilan, capital reial i seu del Yamtuan Besar (Yang di-Pertuan Besar Negri Sembilan) cap de l'estat de Negeri Sembilan. Seri Menanti està situada a uns 35 km de Seremban, i administrativament al modern districte de Kuala Pilah, ciutat al costat de Sri Menanti (a uns 10 km). El nom deriva de Padi Menanti (esperant l'arròs) després canviat a Sri Menanti (Sri és un títol en vell javanès però que també vol dir arròs).
El territori al seu entorn, bestret de Rembau i Jelebu, fou el domini directe dels sobirans Minangkabau que van dirigir l'estat anomenat Sri Menanti format per la zona reial i diversos estats menors que inicialment eren nou (Negeri Sembilan = Nou Estats). El 1888 la federació va passar a protectorat britànic i el 1895 quan els britànics li van retornar Jelebu, Rembau i Sungei Ujong hi havia altre cop nou estats i els britànics li van donar el nom en la forma Negri Sembilan. La ciutat fou ocupada pels japonesos el gener del 1942 i fins al setembre de 1945. Després de la independència de la Federació Malaia (1959) i la formació de Malàisia (1963, amb estructura final el 1965) l'estat de Gemes fou absorbit per Tampin, el de Jempol per Jelebu i el de Ulu Muar per Jehol i van quedar només cinc estat més el territori reial de Sri Menanti.
Com a atracció principal, el palau local conegut com a Istana Lama o Palau Vell. És un palau de fusta que forma la peça mestra de l'arquitectura Minangkabau i fou construït al començament del segle xix però destruït durant el conflicte de Sungei Ujong el 1874 i reconstruït a partir del novembre del 1902 per dos artistes locals, Tukang Kahar i Tukang Taib. Work began sense utilitzar ni un sol clau; es va completar el 1906. Fou residència reial del 1908 fins al 1932 quan es va traslladar a un nou palau. La seva altura és de cinc pisos.